# آسرینوکس
آسرینوکس (به اسپانیایی: Acerinox) شرکت فولاد اسپانیایی است، که در سال ۱۹۷۰ تأسیس شد و در ابتدای فعالیت، از شرکت ژاپنی نیشین استیل پشتیبانی فنی دریافت می‌کرد. هم‌اکنون نیشین استیل مالک ۱۵٪ از سهام این شرکت اسپانیایی است.
دفتر مرکزی شرکت آسرینوکس در شهر مادرید قرار دارد. هم‌اکنون این شرکت به‌عنوان بزرگترین تولید کننده فولاد ضدزنگ در جهان به‌شمار می‌آید.